# Lycaon pictus somalicus
El licaón somalí o perro salvaje somalí (Lycaon pictus somalicus) es una subespecie del perro salvaje africano que habita en el Cuerno de África.

## Descripción
Es similar a la subespecie de África Oriental (Lycaon pictus lupinus), pero es más pequeña, tiene un pelaje más corto y grueso y una dentición más débil. Su color se acerca mucho al de la subespecie del Cabo (Lycaon pictus pictus), y las partes amarillas son beige, en lugar de naranja brillante, como es el caso de la subespecie de África Oriental.
Según Enno Littmann, la gente de la región de Tigray en Etiopía creía que herir a un perro salvaje africano con una lanza daría como resultado que el animal hundiera la cola en sus heridas y lanzara la sangre al agresor, provocando la muerte instantánea. Por esta razón, los pastores de Tigre repelerían los ataques de los perros salvajes africanos con guijarros en lugar de con armas blancas.

## Distribución
Está protegido legalmente en Etiopía, aunque está ausente en todas las áreas protegidas, estando presente solo en pequeñas cantidades en la parte sur del país. El animal aún puede estar presente en el norte de Somalia, pero la actual guerra civil de Somalia ha reducido sus perspectivas de supervivencia. Probablemente esté extinto en Eritrea.
- Eritrea: Los informes de principios de la década de 1900 indican que la especie alguna vez ocurrió en algunas áreas remotas, incluida la futura Reserva de Vida Silvestre Yob, pero sin informes recientes.[3]
- Etiopía: El perro salvaje africano es raro en Etiopía, a pesar de la protección legal total y los esfuerzos del gobierno por fortalecer su red de áreas protegidas. La especie ha sido extirpada en tres parques nacionales, aunque todavía se encuentra en el sur del país. La especie se registró una vez en el parque nacional Gambela y sus alrededores, aunque el último avistamiento ocurrió en 1987. Se la avista con frecuencia en los Parques Nacionales Omo y Mago, y el avistamiento más reciente en el primero ocurrió en 1995. Entre 1992 y 1993, se estima que una o dos manadas estaban en Omo y hasta cinco en Mago. Ocasionalmente ocurre en el Parque nacional de las Montañas Bale, aunque se ve obstaculizado por la rabia y la persecución de los pastores. También se han producido avistamientos esporádicos en los parques nacionales de Awash y de Nechisar. Se avistaron tres especímenes en el Santuario de Vida Silvestre de Yabelo en 1996. Fuera de las áreas protegidas, la especie ha sido reportada en Jijiga y Filtu.[3]
- Somalia: La guerra civil somalí en curso ha hecho que la perspectiva del perro salvaje africano sea muy pobre en el país, con la deforestación, la caza furtiva, la sequía y el pastoreo excesivo impidiendo que la especie se recupere, a pesar de que está protegida legalmente. La especie aún puede estar presente en el norte, aunque el último avistamiento ocurrió en 1982. Alguna vez fue común en el distrito de Buloburde antes de finales de la década de 1970. Una población probablemente en declive puede ocurrir cerca del río Jubba. En 1994 se avistó una manada en el parque nacional Lag Badana, que puede ser el mejor bastión de la especie en Somalia. Ocurrieron avistamientos recientes del perro salvaje africano en 2015 y 2016 en Istanbuul-Kudaayo y Manaranni-Odow, y durante la temporada de lluvias en Hola, Wajir, Yamani y Manarani.[3][4]
- Yibuti: Sin datos. Es poco probable que la única área protegida, el Parque nacional del Bosque de Day, albergue la especie.[3]